# Magic 8-Ball
La Magic 8-Ball (en français, la « Boule magique numéro 8 ») est un jouet créé en 1950 par Abe Bookman et Albert C. Carter et produit actuellement par la société Mattel. La boule est censée prédire l'avenir et répondre à n'importe quelle question posée.
En 2012, Mattel en vendait un million d’exemplaires par an.

## Présentation

### Principe
La Magic 8-Ball prend la forme d'une boule de billard noire en plastique, d'une taille de 10 cm de diamètre et décorée du chiffre « 8 » peint dans un cercle blanc ; sur le côté opposé figure une fenêtre transparente ronde. L'intérieur de la boule est creux et contient un icosaèdre (un solide à 20 faces) qui flotte dans un liquide bleu foncé. Chaque face de l'icosaèdre propose une réponse écrite, visible dans la fenêtre transparente à l'opposé du chiffre « 8 ».
Pour utiliser la boule, il suffit de la tenir entre ses mains avec le chiffre « 8 » vers soi, puis de poser une question. Ensuite, il faut retourner la boule pour afficher la fenêtre transparente, une réponse aléatoire apparaissant dans le triangle en lettres blanches sur fond coloré.
Il est possible de secouer la boule avant de la retourner mais ce n'est pas recommandé, des bulles pouvant alors apparaître à l'intérieur du liquide, ce qui peut rendre le message illisible.

### Réponses possibles

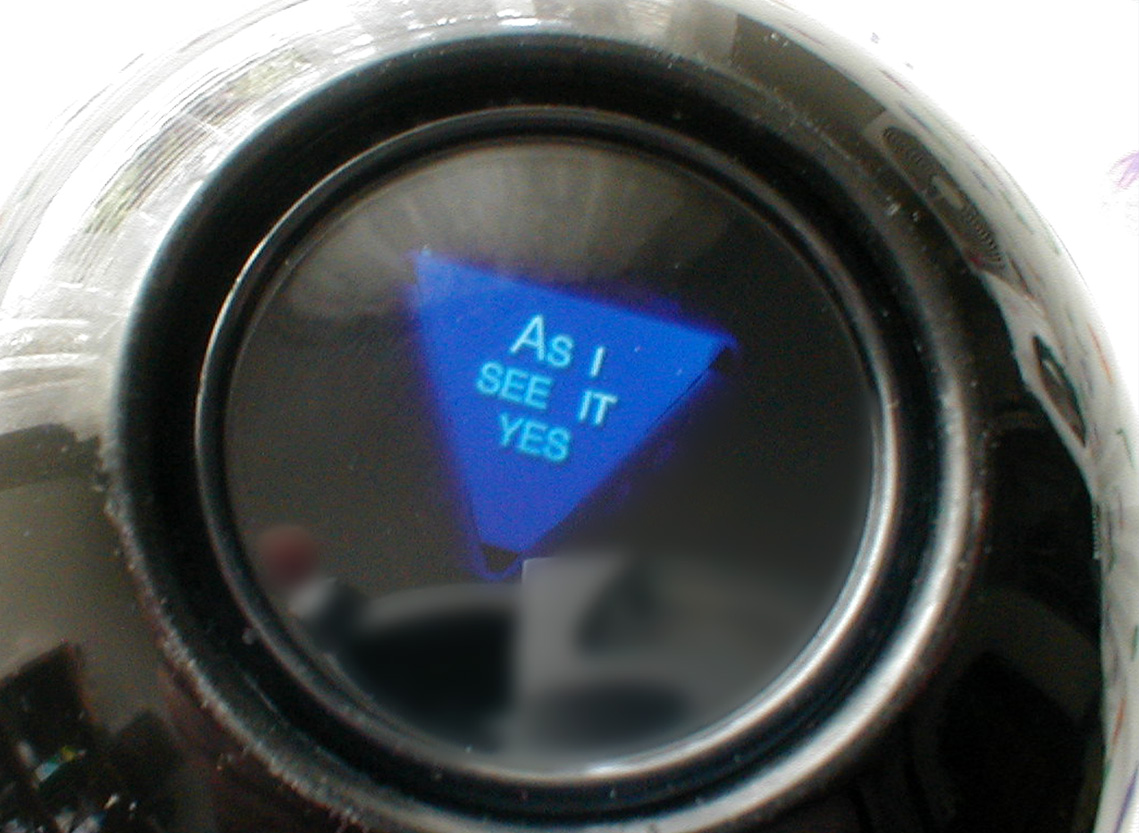
Une des réponses possible de la boule.

Les réponses évasives
- « Essaye plus tard »
- « Essaye encore »
- « Pas d'avis »
- « C'est ton destin »
- « Le sort en est jeté »
- « Une chance sur deux »
- « Repose ta question »

Les réponses affirmatives
- « D'après moi oui »
- « C'est certain »
- « Oui absolument »
- « Tu peux compter dessus »
- « Sans aucun doute »
- « Très probable »
- « Oui »
- « C'est bien parti »

Les réponses négatives
- « C'est non »
- « Peu probable »
- « Faut pas rêver »
- « N'y compte pas »
- « Impossible »

## Dérivés
Il existe plusieurs autres boules magiques inspirées de la Magic 8-Ball, pour la plupart commercialisées uniquement aux États-Unis. La plus connue reste la « Pink 8-Ball », aussi connue sous le nom de « Love-Ball » ; il s'agit d'une version spécialement utilisée pour les questions en rapport avec l'amour, les rendez-vous, etc.

## Dans la culture populaire
La Magic 8-Ball apparaît dans de nombreuses œuvres de fiction.

### Cinéma
- Dans Toy Story (1995), le personnage de Woody demande à la boule si Andy va l'emmener à Pizza Planète. La réponse est : « N'y compte pas ».
- Dans Will Hunting (1998) de Gus Van Sant, le personnage de Skylar (Minnie Driver) s'en sert à plusieurs reprises lors de la scène où elle est au lit avec Will (vers 1 h 4 dans le film).
- Dans Scotland, PA (2001) de Billy Morrissette, la jeune hippie (Amy Smart) prédit l'avenir de Mac avec une Magic 8-Ball.
- Dans Ken Park (2002), le personnage principal s'en sert lorsqu'il est au téléphone.
- Dans Interstate 60 (2002), le personnage principal, Neal, s'en voit attribuer une par O.W. Grant.
- Dans Ghost Rider (2007) de Mark Steven Johnson, Roxanne Simpson (Eva Mendes) en sort une de son sac à main.
- Dans  La Prophétie de l'horloge (2018), Lewis l'utilise pour toutes ses interrogations.
- Dans Ready Player One (2018), Parzival appelle, dans un discours, les joueurs de l'Oasis à attaquer le château de Sorrento, en se filmant avec une caméra en forme de Magic 8-Ball.
- Dans Shazam! (2019), Thaddeus s'en sert à plusieurs reprises, notamment dans la scène d'ouverture qui se déroule durant son enfance.
- Dans Don't Look Up : Déni cosmique (2021) en version originale, un technicien annonce qu'il va faire un 8-Ball : « I'm doin' an 8-Ball » (traduit en français par « je vais prendre de la coke »), vers la fin du film, à 1 h 59 min 25 s environ.

### Télévision
- Dans la série Fringe (saison 3, épisode 12).
- Dans la série Le Caméléon, Jarod en achète régulièrement.
- Dans la série Dr House, le docteur Gregory House en a une dans son bureau et il l'utilise pour répondre à sa place ou pour avoir un « avis » sur un cas médical.
- Dans la série Friends, Ross en utilise une avant de la démonter pour savoir s'il doit sortir avec Emily et ne plus voir Rachel, ou continuer de fréquenter Rachel et divorcer d'Emily.
- Dans la série Scrubs, Turk raconte dans un épisode que, lorsqu'il était petit, il avait bu le liquide contenu à l'intérieur de la boule magique après avoir eu la confirmation qu'il pouvait le boire en posant la question à la boule.
- Dans la série Les Simpson (saison 3, épisode 23), Bart demande à la boule si Milhouse et lui seront encore amis le soir-même ; la réponse est « Non ».
- Dans la série Dawson's Creek, lorsque Pacey fête son anniversaire, Andie lui offre une Magic 8-Ball.
- Dans la série Angel, lorsque Lorne découvre que Cordelia est habitée par un démon.
- Dans la série iCarly, lorsque Spencer retrouve sa boule de viande magique qui lui laissera des choses stupides à faire.
- Dans la série The Big Bang Theory, au début de l'épisode 12 de la saison 2.
- Dans la série Whose Line Is It Anyway?, version américaine (saison 3, épisode 9), dans une scène du type « Party Quirks », Ryan Stiles doit interpréter un invité qui prend le postérieur des gens pour des Magic 8-Balls ; il glisse ensuite une référence à cela dans une scène du type « Freeze Tag » de l'émission Drew Carey's Improv-A-Ganza (en) en utilisant le postérieur de Jeff Davis comme une Magic 8-Ball.
- Dans la série Charmed, dans l'épisode Menace du futur (The Truth is out There... and It Hurts ; saison 1, épisode 8), Phoebe l'utilise pour voir son propre avenir (car elle ne peut pas utiliser son don de sorcière, la voyance, sur elle-même) ; la boule lui répond : « Repose la question plus tard ».
- Dans la série iZombie (saison 2, épisode 15), Vaughn Du Clark en a une.
- Dans la série d'animation Bob l'éponge (saison 3, épisode 42a, Le Coqui-magique), la boule est représentée sous la forme d'un coquillage magique[réf. nécessaire].
- Dans la série Stranger Things.
- Dans la série Les Castors allumés[3].

### Jeux vidéo
- Dans The Binding of Isaac, on peut obtenir la Magic 8-Ball dans les salles aux trésors, ou bien à la suite de combats contre les boss.
- Dans Fallout 2, une Magic 8-Ball est cachée à l'intérieur d'une table de billard vide du casino Shark Club de New Reno, un établissement appartenant à la famille mafieuse Bishop[4].
- Dans Façade, une Magic 8-Ball est posée sur le bar ; apparemment c'est un cadeau de la mère de Trip.